# Gilia
Genre
Classification APG II (2003)
Gilia est un genre de plante à fleurs de la famille des Polemoniaceae. 

## Liste des espèces
Selon ITIS :
- Gilia achilleifolia Benth.
- Gilia aliquanta A.et V. Grant
- Gilia angelensis V. Grant
- Gilia australis (Mason & A. Grant) V.et A. Grant
- Gilia austrooccidentalis (A.et V. Grant) A.et V. Grant
- Gilia brecciarum M.E. Jones
- Gilia caespitosa Gray
- Gilia campanulata Gray
- Gilia cana (M.E. Jones) Heller
- Gilia capillaris Kellogg
- Gilia capitata Sims
- Gilia caruifolia Abrams
- Gilia clivorum (Jepson) V. Grant
- Gilia clokeyi Mason
- Gilia diegensis (Munz) A.et V. Grant
- Gilia filiformis Parry ex Gray
- Gilia flavocincta A. Nels.
- Gilia formosa Greene ex Brand
- Gilia haydenii Gray
- Gilia heterostyla S. Cochrane & Day
- Gilia hutchinsifolia Rydb.
- Gilia incisa Benth.
- Gilia inconspicua (Sm.) Sweet
- Gilia insignis (Brand) Cory & Parks
- Gilia interior (Mason & A. Grant) A.et V. Grant
- Gilia inyoensis I.M. Johnston
- Gilia latiflora (Gray) Gray
- Gilia latifolia S. Wats.
- Gilia leptalea (Gray) Greene
- Gilia leptantha Parish
- Gilia leptomeria Gray
- Gilia lottiae Day
- Gilia ludens Shinners
- Gilia maculata Parish
- Gilia malior Day & V. Grant
- Gilia mcvickerae M.E. Jones
- Gilia mexicana A.et V. Grant
- Gilia micromeria Gray
- Gilia millefoliata Fisch. & C.A. Mey.
- Gilia minor A.et V. Grant
- Gilia modocensis Eastw.
- Gilia nevinii Gray
- Gilia nodocensis Eastw.
- Gilia nyensis Reveal
- Gilia ochroleuca M.E. Jones
- Gilia ophthalmoides Brand
- Gilia penstemonoides M.E. Jones
- Gilia pentstemonoides M. E. Jones
- Gilia pinnatifida Nutt. ex Gray
- Gilia rigidula Benth.
- Gilia ripleyi Barneby
- Gilia salticola Eastw.
- Gilia scopulorum M.E. Jones
- Gilia sedifolia Brandeg.
- Gilia sinistra M.E. Jones
- Gilia sinuata Dougl. ex Benth.
- Gilia splendens Dougl. ex Mason & A. Grant
- Gilia stellata Heller
- Gilia stenothyrsa Gray
- Gilia stewartii I.M. Johnston
- Gilia subacaulis Rydb.
- Gilia subnuda Torr. ex Gray
- Gilia tenerrima Gray
- Gilia tenuiflora Benth.
- Gilia tenuis F.G. Sm. & Neese
- Gilia transmontana (Mason & A. Grant) A.et V. Grant
- Gilia tricolor Benth.
- Gilia triodon Eastw.
- Gilia tweedyi Rydb.